# Международная выставка дружбы
Международная выставка дружбы (кор. 국제우의전람관?, 國際友誼展覽館?) — крупный музейный комплекс, расположенный на горе Мёхянсан в провинции Пхёнан-Пукто в КНДР. Музейный комплекс представляет собой залы, содержащие целые собрания дипломатических даров первым лицам страны от разных иностранных делегаций. Традиция дарения является неотъемлемой частью корейской культуры.

## История
Здание Международной выставки дружбы было построено в традиционном корейском стиле, а его залы были открыты 26 августа 1978 года и состоят из более, чем 150 комнат, общей площадью между 28 000 и 70 000 м². Здание впечатляет тем, что со стороны кажется, будто в нём есть окна, хотя это не так. По одной из легенд Ким Ир Сен построил Международную выставку дружбы за три дня, однако на самом деле на строительство ушёл год. В настоящее время количество подарков так велико, что на выставке их представлено от 60 000 до 220 000. Перед тем, как зайти на выставку, посетители обязаны снять обувь и поклониться портретам Ким Ир Сена и Ким Чен Ира.
Само нахождение выставки на горе Мёхянсан, рядом с храмом Похёнса, было предметом поэзии Ким Ир Сена, где, впоследствии, с балкона Международной выставки дружбы 15 октября 1979 года он зачитал следующие слова:
«С этого балкона я вижу

очень красивую картину мира…

Выставка находится здесь,

её зелёный карниз изогнут,

чтобы возвеличивать достоинство нации,

а пик Пиро смотрится ещё выше.»
Музей предназначен для того, чтобы показать всему миру солидарность и поддержку других государств Корее (КНДР). Посетителей музея также информируют о том, что все дары, представленные на выставке, являются «доказательством бесконечной любви и уважения к Великому вождю (Ким Ир Сену)». Однако на Западе считают, что жители КНДР не подозревают о том, что все эти подарки являются неотъемлемой частью дипломатического протокола, а правительство КНДР якобы использует выставку в целях возвеличивания вождей КНДР.

## Подарки
Большинство подарков были получены от делегаций коммунистических стран.
- Медвежья голова от бывшего лидера Румынии Николае Чаушеску
- Металлический всадник и декоративная шахматная доска от бывшего лидера Ливии Муаммара Каддафи
- Чемодан из крокодиловой кожи от лидера Кубы Фиделя Кастро
- Инкрустированный жемчугом серебряный меч и миниатюрная мечеть от бывшего лидера Палестины Ясира Арафата
- Антикварный граммофон от первого премьер-министра КНР Чжоу Эньлая и бронированный поезд от председателя КНР Мао Цзэдуна (большинство залов выставки посвящены именно подаркам из Китая)
- Лев из слоновой кости из Танзании, золотой портсигар из Югославии, бронзовый советский танк из ГДР, серебряные палочки из Монголии
- Баскетбольная роспись от Майкла Джордана, подаренная бывшем госсекретарём США Мадлен Олбрайт[15]
- Пуленепробиваемый лимузин от советского вождя Иосифа Сталина[7]
- VHS-копия фильма Космический джем[16]
- Копия альбома 1994 года Бутси Коллинза «Back in the Day: The Best of Bootsy»[17]